# Flagy (Saône-et-Loire)
Flagy ist eine französische Gemeinde mit 173 Einwohnern (Stand: 1. Januar 2022) im Département Saône-et-Loire in der Region Bourgogne-Franche-Comté (vor 2016 Bourgogne). Die Gemeinde gehört zum Arrondissement Mâcon und zum Kanton Cluny. Die Einwohner werden Flagiciens genannt.

## Geografie
Flagy liegt etwa 29 Kilometer nordwestlich von Mâcon und etwa 34 Kilometer südsüdwestlich von Chalon-sur-Saône.
Nachbargemeinden von Flagy sind Cortevaix im Norden, Ameugny im Norden und Nordosten, Taizé im Nordosten, Massilly im Osten, Lournand im Süden, La Vineuse sur Fregande im Westen und Südwesten sowie Salornay-sur-Guye im Nordwesten.

## Bevölkerungsentwicklung
| Jahr                      | 1962 | 1968 | 1975 | 1982 | 1990 | 1999 | 2006 | 2011 | 2016 |
| Einwohner                 | 142  | 126  | 125  | 117  | 126  | 139  | 164  | 185  | 167  |
| Quelle: Cassini und INSEE |      |      |      |      |      |      |      |      |      |

## Sehenswürdigkeiten
- Kirche Saint-Thibaud aus dem 12. Jahrhundert, Monument historique seit 1932
- Domäne der Ursulinen
- Reste der Burg Sirot aus dem 13. Jahrhundert, im Laufe der Jahrhunderte stark verändert

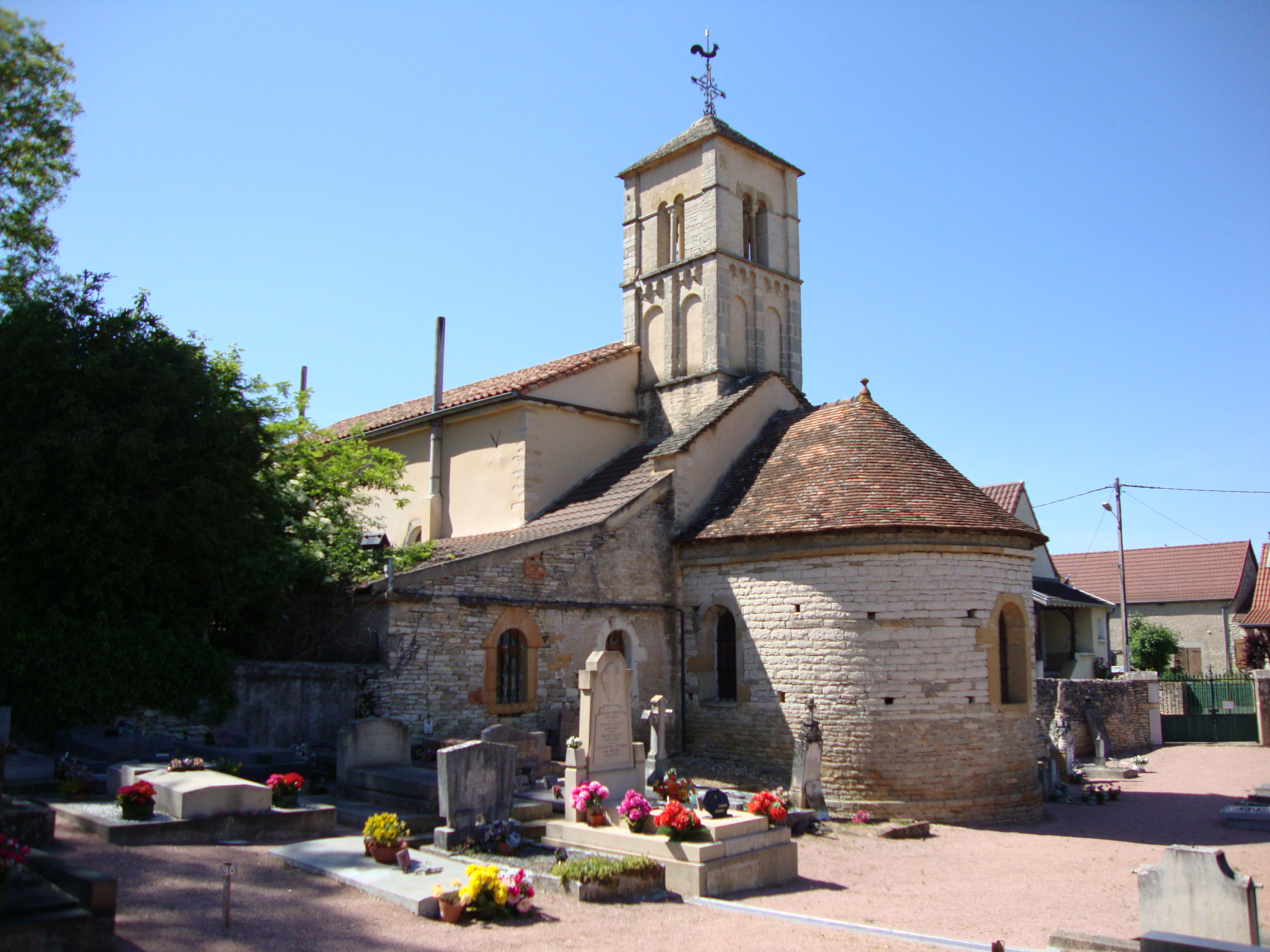
Kirche Saint-Thibaud
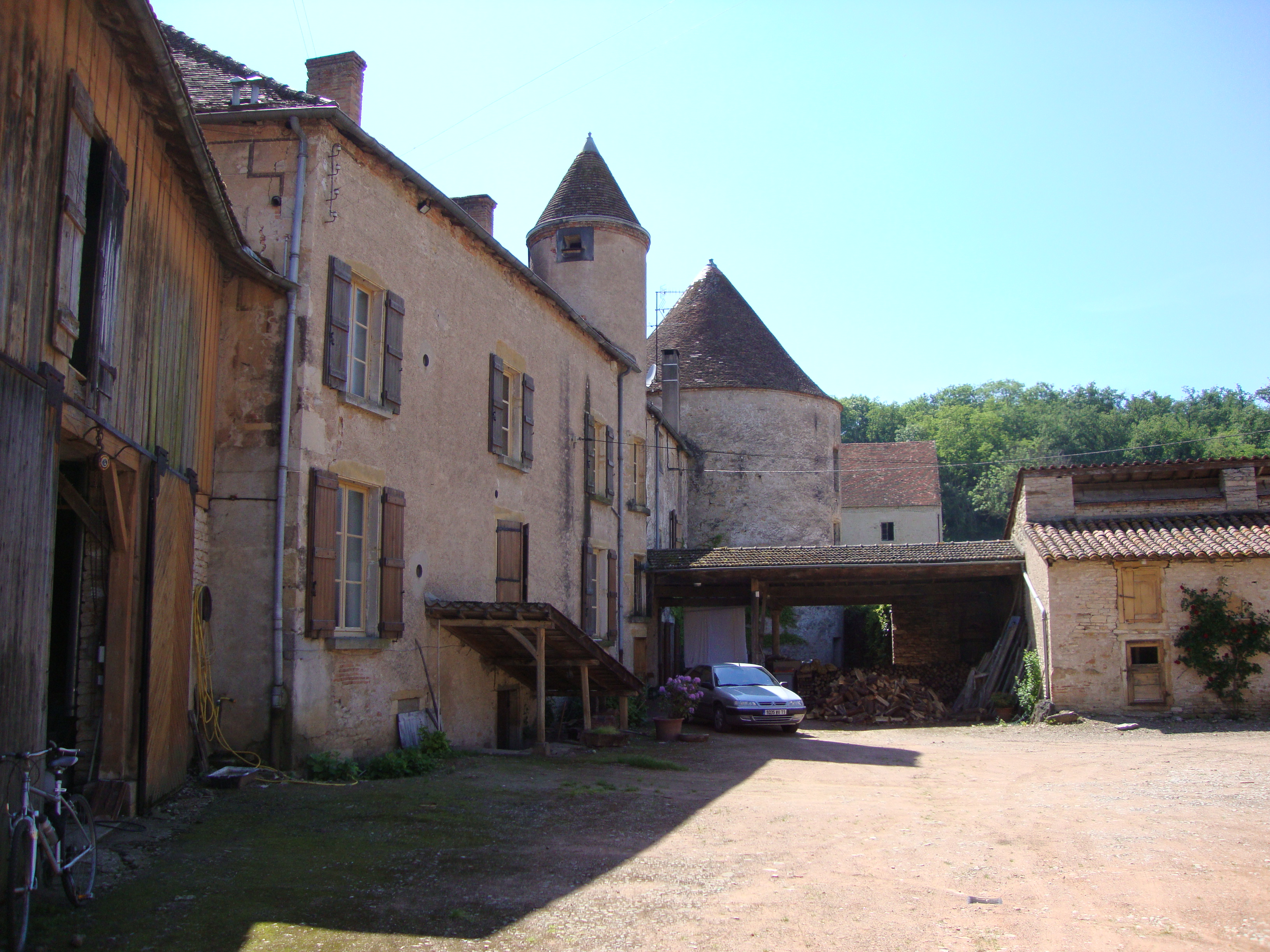
Reste der Burg Sirot